# Tokuma Suzuki
Tokuma Suzuki (鈴木 徳真?, Suzuki Tokuma; Tochigi, 12 marzo 1997) è un calciatore giapponese, centrocampista del Gamba Osaka.

## Carriera

### Club
Ha esordito in J1 League il 17 marzo 2021 disputando con il Tokushima Vortis l'incontro perso 1-0 contro lo Yokohama F·Marinos.
L'11 gennaio 2024 viene ufficializzato il suo passaggio al Gamba Osaka, club militante nella massima divisione giapponese; assieme a Riku Matsuda diventa il primo calciatore in assoluto che passa dal Cerezo Osaka ai rivali del Gamba Osaka. Il 24 febbraio successivo, nel corso della prima giornata della J1 League 2024, esordisce da titolare nella massima serie giapponese nel pareggio per 1-1 in casa del Machida Zelvia. Segna il suo primo gol in maglia nerazzurra il 24 aprile 2024 in occasione della clamorosa sconfitta fuori casa di Coppa J. League contro il Ryūkyū (1-2), che vede il Gamba Osaka eliminato dalla coppa già dal primo scontro diretto.

### Nazionale
Ha giocato nelle nazionali giovanili giapponesi Under-17 ed Under-18.

## Statistiche

### Presenze e reti nei club
Statistiche aggiornate al 16 aprile 2025.
| Stagione                  | Club                      | Campionato                | Campionato | Campionato | Coppe nazionali | Coppe nazionali | Coppe nazionali | Coppe continentali | Coppe continentali | Coppe continentali | Altre coppe | Altre coppe | Altre coppe | Totale | Totale |
| Stagione                  | Club                      | Comp                      | Pres       | Reti       | Comp            | Pres            | Reti            | Comp               | Pres               | Reti               | Comp        | Pres        | Reti        | Pres   | Reti   |
| ------------------------- | ------------------------- | ------------------------- | ---------- | ---------- | --------------- | --------------- | --------------- | ------------------ | ------------------ | ------------------ | ----------- | ----------- | ----------- | ------ | ------ |
| 2016                      | Tsukuba Daigaku           | -                         | -          | -          | CG              | 1               | 0               | -                  | -                  | -                  | -           | -           | -           | 1      | 0      |
| 2017                      | Tsukuba Daigaku           | -                         | -          | -          | CG              | 4               | 0               | -                  | -                  | -                  | -           | -           | -           | 4      | 0      |
| Totale Tsukuba University | Totale Tsukuba University | Totale Tsukuba University | -          | -          |                 | 5               | 0               |                    | -                  | -                  |             | -           | -           | 5      | 0      |
| 2019                      | Tokushima Vortis          | J2                        | 15+3       | 1+1        | CG              | 2               | 0               | -                  | -                  | -                  | -           | -           | -           | 20     | 2      |
| 2020                      | Tokushima Vortis          | J2                        | 38         | 0          | CG              | 2               | 2               | -                  | -                  | -                  | -           | -           | -           | 40     | 2      |
| 2021                      | Tokushima Vortis          | J1                        | 32         | 0          | CG+CdL          | 2+5             | 0               | -                  | -                  | -                  | -           | -           | -           | 39     | 0      |
| Totale Tokushima Vortis   | Totale Tokushima Vortis   | Totale Tokushima Vortis   | 88         | 2          |                 | 11              | 2               |                    | -                  | -                  |             | -           | -           | 99     | 4      |
| 2022                      | Cerezo Osaka              | J1                        | 25         | 2          | CG+CdL          | 4+11            | 0               | -                  | -                  | -                  | -           | -           | -           | 40     | 2      |
| 2023                      | Cerezo Osaka              | J1                        | 19         | 0          | CG+CdL          | 2+2             | 0               | -                  | -                  | -                  | -           | -           | -           | 23     | 0      |
| Totale Cerezo Osaka       | Totale Cerezo Osaka       | Totale Cerezo Osaka       | 44         | 2          |                 | 19              | 0               |                    | -                  | -                  |             | -           | -           | 63     | 2      |
| 2024                      | Gamba Osaka               | J1                        | 37         | 0          | CG+CdL          | 5+1             | 0+1             | -                  | -                  | -                  | -           | -           | -           | 43     | 1      |
| 2025                      | Gamba Osaka               | J1                        | 10         | 0          | CG+CdL          | 0+2             | 0               | -                  | -                  | -                  | -           | -           | -           | 12     | 0      |
| Totale Gamba Osaka        | Totale Gamba Osaka        | Totale Gamba Osaka        | 47         | 0          |                 | 8               | 1               |                    | -                  | -                  |             | -           | -           | 55     | 1      |
| Totale carriera           | Totale carriera           | Totale carriera           | 179        | 4          |                 | 43              | 3               |                    | -                  | -                  |             | -           | -           | 222    | 7      |

## Palmarès

### Club

#### Competizioni nazionali
- J2 League: 1

Tokushima Vortis: 2020